# Pure (CALLの曲)
「Pure」（ピュア）は、日本のCALLの4thシングルである。1996年2月21日にソニー・ミュージックエンタテインメント/HIT STREETよりリリースされた。

## 解説
- 男性デュオのCALL（櫻井茂雄、小林基弘）の4thシングルであり、1996年3月30日[1]『JAPANESE DREAM』スーパー・グランプリの回の出演時に活動休止宣言によって、最後のシングルとなった。
- 今回のジャケットは、前3曲ではCALL、2人の写真だったが、この作品では青のガラス瓶と緑のガラス瓶の写真になっている。
- 「Pure」と「心の翼」は櫻井のソロ名義『SAKU』のTricycle ENTERTAINMENT /ビクターエンタテインメント株式会社から2001年3月23日発売した『Here and Now』に再収録されている。
- JOYSOUNDでは「Pure」「心の翼」がエントリーされている（2022年1月現在）。
- 復刻版『僕が歌う理由+5』では「心の翼（Single Version）」「Pure（オリジナルカラオケ）」が収録されている）[2]。

### JAPANESE DREAMでの2曲の快挙
- 『JAPANESE DREAM』1996年2月に月間連続グランプリを獲得。1996年3月30日[1]には「スーパー・グランプリ受賞曲」も獲得している。
  - 今回のスーパー・グランプリ受賞は前年度にも受賞した1stシングル「僕に必要なもの」2作で番組初の2連覇を達成。更に今年度は同アーティストの「Silent Star」「SOMEDAY」もエントリーされていた為に、スーパー・グランプリを受賞する確率は、「僕が必要なもの」のスーパー・グランプリ受賞した確率、1172分の1に対し、1259分の3だったと言う集計まで取られている[3]。

## 収録曲
1. Pure 【5:14】
  - 作詞: 櫻井茂雄、作曲: 櫻井茂雄、編曲: CALL・岩崎琢
  - テレビ東京『ニュース THIS EVENING』エンディングテーマ曲
2. 心の翼  【4:39】
  - 作詞: 櫻井茂雄、作曲: 櫻井茂雄、編曲: CALL・岩崎琢
  - OVA『特務戦隊シャインズマン』エンディングテーマ曲
3. Pure（オリジナル・カラオケ） 【5:14】